# Stephen Bayly
Stephen Bayly (nacido el 7 de julio de 1942 en Baltimore, Maryland, Estados Unidos) es un productor y director de cine británico. Su película Coming Up Roses fue proyectada en la sección Un Certain Regard en el Festival de Cannes de 1986.

## Filmografía selecta
- Coming Up Roses (1986; director)
- Richard III (1995; productor)